# スピードキュービングジャパン
スピードキュービングジャパン（Speedcubing Japan、略称：SCJ）は、ルービックキューブをはじめとした立体パズルを揃える時間を競うスポーツ「スピードキュービング」の普及や、関連する各種大会の運営等を行う一般社団法人。本部は神奈川県川崎市。前身は、2005年7月に設立された任意団体「日本ルービックキューブ協会」。

## 沿革
- 2005年7月：前身の日本ルービックキューブ協会設立。
- 2019年：法人化へ向けて動き始める[1][2]。
- 2020年10月12日：スピードキュービングジャパン一般社団法人化の承認。メガハウスが広告主になった。
  - 同年11月28日：日本ルービックキューブ協会からスピードキュービングジャパンに全権移行する[3]。

## 組織
- 活動理念は「スピードキュービングの健全な普及と発展の下に、日本のスピードキュービング文化の一層の推進」を掲げている。

代表理事（兼務理事）
大村周平（WCA Regional Delegate、WCA大会事業担当）
理事
荒木慎平
上田浩登
須賀慶
濵田祐一
顧問
秋元正行
巣瀬雄史
百田郁夫

## （旧）日本ルービックキューブ協会
日本ルービックキューブ協会（にほんルービックキューブきょうかい、Japan Rubik's Cube Association、略称：JRCA）は現在のスピードキュービングジャパンの前身で、2002年にルービックキューブファンがインターネット掲示板(JSCC)に集い始めたことをきっかけに、2005年7月に設立された。協会としているが、有志によるボランティア組織であった。
協会の活動は、ルービックキューブ中心とした各種立体パズルの普及および知育発達・競技スピードキューブ・認知症予防など、幅広い年代の人への頭脳開発への貢献を図っていた。また、主催する各種大会を通じて愛好家相互のより良質な交流を図ると共に、マスコミに対する広報活動・教育現場・各種施設におけるボランティア活動、講演活動等も行っていた。公式戦や記録会の運営の他に普及のための講習会活動も行っていた。

### 組織
2019年現在の組織構成は本部と地域支部から構成されていた。
本部
会長：巣瀬雄史（世界大会入賞）
副会長：鈴木洋平（世界大会出場）
事務局長：百田郁夫
顧問：秋元正行（世界大会優勝）
広報：端村航（日本大会準優勝）
関東支部
支部長：田中悠樹（日本大会優勝）
副支部長：須賀慶・大村周平（世界大会優勝）
関西支部
支部長：大艸尊之（世界大会入賞）
副支部長：大畠功（世界大会入賞）
北陸支部
支部長：塚本達也
副支部長：徳田栄